# Deltocephalus
Deltocephalus — рід цикадок із ряду клопів.

## Опис
Цикадки розміром 2—4 мм. Помірно коренасті або стрункі. Голова тупокутно виступає вперед, перехід обличчя в тім'я закруглений. У СРСР існував 1 вид.
- Deltocephalus amyoti Vismara, 1878
- Deltocephalus ecchelii Ferrari, 1892
- Deltocephalus hamatus Then, 1896
- Deltocephalus ignoscus Fieber, 1869
- Deltocephalus maculiceps Boheman, 1847
- Deltocephalus mellae Ferrari, 1882
- Deltocephalus pulicaris (Fallén, 1806) — Голарктика